# Stictopisthus cuspidatus
Stictopisthus cuspidatus là một loài tò vò trong họ Ichneumonidae.